# هيثر تشايلدرز
هيثر تشايلدرز (بالإنجليزية: Heather Childers)‏ هي مراسلة ميدانية أمريكية، ولدت في 7 يناير 1969 في تشارلوت في الولايات المتحدة.